# Harmonická řada

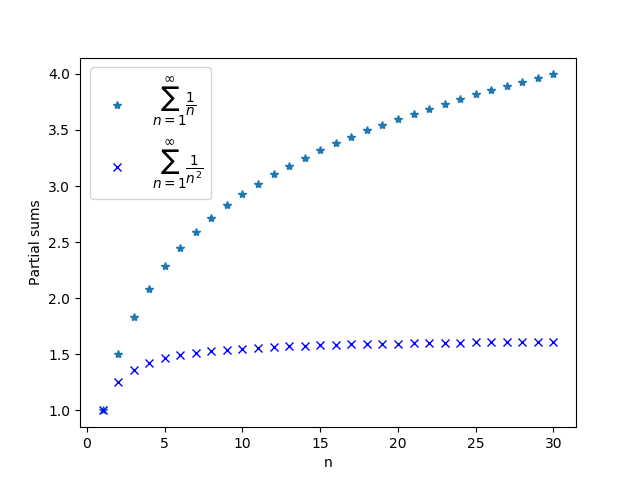
Prvních 30 dílčích součtů Riemannovy zeta funkce pro s = 1 a 2 (reálná čísla). To odpovídá harmonické řadě a řadě zavedené v Basilejském problému.

Harmonická řada je posloupnost částečných součtů posloupnosti převrácených hodnot přirozených čísel
{\displaystyle \left({1 \over n}\right)_{n=1}^{\infty }=1,\ {1 \over 2},\ {1 \over 3},\ \dots }.

## Vlastnosti
Řada se nazývá harmonická, protože každý člen kromě prvního je harmonickým průměrem sousedních členů.
Ačkoli je splněna nutná podmínka pro konvergenci řady, tj. {\displaystyle \lim _{n\to \infty }{1 \over n}=0}, řada diverguje (její součet je plus nekonečno),
{\displaystyle \sum _{n=1}^{\infty }{\frac {1}{n}}=+\infty .}
To je důsledkem odhadu pro posloupnost částečných součtů, který objevil Mikuláš Oresme:
{\displaystyle s_{2^{n}}=\sum _{k=1}^{2^{n}}{\frac {1}{k}}=1+{1 \over 2}+{1 \over 3}+{1 \over 4}+\cdots +{\frac {1}{2^{n}}}\geq 1+{\frac {1}{2}}+({\frac {1}{4}}+{\frac {1}{4}})+...+({\frac {1}{2^{n}}}+...+{\frac {1}{2^{n}}})=1+{\frac {n}{2}}.}
Posloupnost částečných součtů tedy roste logaritmicky, pro {\displaystyle m=2^{n}} tedy platí
{\displaystyle s_{m}\geq 1+{1 \over 2}\log _{2}m.}
To je vidět i pomocí určitého integrálu:
{\displaystyle s_{n}=\sum _{k=1}^{n}{\frac {1}{k}}\geq \int _{1}^{n+1}\!{1 \over x}\,dx=\ln(n+1).}
Přesněji platí zajímavý vztah
{\displaystyle \lim _{n\to \infty }\left(\sum _{k=1}^{n}{1 \over k}-\ln n\right)=\gamma ,}
kde {\displaystyle \gamma } je Eulerova konstanta.
Členy posloupnosti částečných součtů se nazývají harmonická čísla a značí se
{\displaystyle H_{n}=s_{n}=\sum _{k=1}^{n}{\frac {1}{k}}}.
Je např. zajímavé, že desetinná čísla s konečným desetinným rozvojem jsou jen {\displaystyle H_{1},H_{2}}a {\displaystyle H_{6}(=2{,}45)}.